# Василашко Іван Дмитрович
Василашко Іван Дмитрович (16 березня 1892 — 22 листопада 1974) — український мовознавець. Чоловік піаністки Галини Тимінської-Василашко.
Корінний топорівчанин, народився та проживав по вулиці Гагаріна, 70, де зараз проживають його родичі.
Закінчив Віденський та Чернівецький університети. Професор Чернівецького медичного інституту.
У 1913 році, тоді студент Чернівецького університету, входив до комітету (скарбник), який провів у Чернівцях відзначення 40-річної літературної та громадської діяльності Івана Франка за його участю.
Викладав грецьку, латинську, німецьку, українську мови в навчальних закладах Чернівців та Сучави. Після визволення Буковини від румуно-боярських і німецько-фашистських загарбників працював інспектором шкіл, зав. кафедрою латинської мови Чернівецького університету.
Автор статей:
- «Юрій Федькович — перший редактор газети „Буковина“» (1944),
- «Іван Франко на Буковині» (1956), «Мої зустрічі з І. Я. Франком» (1956),
- «Франко у науково-педагогічному часописі „Руська школа“» (1966),
- «Словничка малозрозумілих слів до коломийок і частівок» (в кн.: Коломийки. К., 1963).